# 새롬중학교
새롬중학교(새롬中學校)는 대한민국 세종특별자치시 새롬동에 있는 공립 중학교이다.

## 학교 연혁
- 2014년 3월 1일 : 새롬중학교 개교
- 2014년 3월 1일 : 초대 박애란 교장 취임
- 2014년 3월 3일 : 새롬중학교 25학급 편성
- 2014년 3월 4일 : 입학식(신입생 219명 입학)
- 2015년 2월 5일 : 제1회 졸업식(졸업생 201명)
- 2023년 1월 5일 : 제9회 졸업식(졸업생 262명)
- 2023년 3월 1일 : 박덕경 교장 부임
- 2023년 3월 2일 : 제10회 입학식(신입생 261명)

## 참고 자료
- 새롬중학교 - 한국교육학술정보원 학교알리미